# Olivia Nobs
Olivia Nobs (* 18. November 1982 in La Chaux-de-Fonds) ist eine ehemalige Schweizer Snowboarderin. Sie startete ausschließlich in der Disziplin Snowboardcross.
Olivia Nobs schloss die Schule mit dem Baccalauréat en Langue Moderne ab und war ab 2001 Profisportlerin. Im November 2010 trat sie aus finanziellen Gründen zurück.
Sie ist diplomierte Naturheilpraktikerin und Masseurin in La Chaux-de-Fonds.

## Weltcup
Nobs begann ihre internationale Karriere 2001 bei einem FIS-Rennen in Tignes. Dort konnte sie sich gleich als Fünfte platzieren und wiederholte diesen Rang auch bei ihrem Weltcupdebüt eine Woche später an gleicher Stelle. Diese Resultate bestätigte sie im Laufe der Saison 2002, als sie im Januar 2002 ihren ersten Sieg feiern konnte, in Sestriere (Bardonecchia) schlug sie Marija Tichwinskaja und Heidi Krings. Ein weiterer Podestplatz in Bad Gastein und fünf Top-Ten-Plätze in sechs Rennen brachten ihr schon in ihrem ersten Jahr Platz fünf in der Weltcup-Saisonwertung des Snowboardcross. Noch besser schnitt sie in der folgenden Saison 2003 ab, hier wurde sie hinter Karine Ruby Zweite der Weltcup-Saisonertung. Im Laufe der Saison konnte sie zwei Rennen, in Berchtesgaden und in Arosa, gewinnen, daneben gelang ihr fünfmal eine Fahrt unter die besten Zehn, einschließlich eines zweiten Platzes in Bad Gastein. Sowohl in der Saison 2004 als auch in der Saison 2005 gelang Nobs kein weiterer Podiumsplatz, ein vierter Platz im schwedischen Tandådalen blieb ihre beste Platzierung. Erst im Olympiawinter von 2006 befreite sie sich aus ihrem Formtief und konnte mit zwei zweiten und einem dritten Platz Stärke zurückgewinnen. Trotz des für sie enttäuschenden elften Platzes bei Olympia war die Saison mit Platz vierzehn in der Weltcup-Gesamtwertung und dem vierten Rang des Disziplinweltcups ein großer Erfolg. In der Folgesaison trat sie nicht im Weltcup an, platzierte sich aber ab 2008 wieder mehrfach in oder nahe bei den Top Ten. Bis zu den Weltmeisterschaften konnte sie in der Saison 2009 zwei Resultate unter den besten Zehn einfahren, nachdem sie erst im Dezember in Arosa in die Saison eingestiegen war.

## Olympische Spiele
Nobs qualifizierte sich neben der späteren Olympiasiegerin Tanja Frieden und Mellie Francon für das Schweizer Team im Boardercross für die Olympischen Winterspiele 2006 in Turin. Sie konnte den elften Platz belegen. In Vancouver 2010 gewann sie in Snowboardcross die Bronze-Medaille.

## Weltmeisterschaften
Schon im Januar 2003 nahm sie an den Snowboard-Weltmeisterschaften teil, belegte dort wie auch 2005 den 17. Rang. Nach den Saisonergebnissen eher überraschend wurde sie Vize-Weltmeisterin im Snowboardcross bei den Snowboardweltmeisterschaften 2009 im koreanischen Gangwon. Sie musste sich nur der Norwegerin Helene Olafsen beugen, ihre Zimmerkollegin Mellie Francon und die Kanadierin Maëlle Ricker konnte sie auf die Plätze drei und vier verweisen.

## Erfolge

### Olympische Winterspiele
Olympische Winterspiele 2010 in Vancouver
- Bronze im Snowboardcross

### FIS-Snowboard-Weltcup
| Datum           | Ort           | Land        | Disziplin      | Platzierung |
| --------------- | ------------- | ----------- | -------------- | ----------- |
| 18. Januar 2002 | Bardonecchia  | Italien     | Snowboardcross | 1           |
| 25. Januar 2003 | Berchtesgaden | Deutschland | Snowboardcross | 1           |
| 16. März 2003   | Arosa         | Schweiz     | Snowboardcross | 1           |

### Weltmeisterschaften
| WM                               | Datum           | Disziplin      | Medaille |
| -------------------------------- | --------------- | -------------- | -------- |
| Snowboard-Weltmeisterschaft 2009 | 18. Januar 2009 | Snowboardcross | Silber   |